# Escrita de jogos eletrônicos
Escrita de jogos eletrônicos é a arte e o ofício de escrever roteiros e narrativas para jogos eletrônicos. Semelhante ao roteiro, normalmente é uma profissão freelance. Inclui muitas diferenças em relação à escrita para filmes, devido à natureza não linear e interativa da maioria dos jogos eletrônicos e à necessidade de trabalhar em estreita colaboração com designers de jogos eletrônicos e dubladores. Existem muitos tipos diferentes de texto em jogos eletrônicos em comparação a shows ou filmes, incluindo texto escrito, idiomas estrangeiros ou inventados, e muitas vezes, informações baseadas em situações. Especialmente ao desenvolver jogos Triple A, mais de um escritor será necessário para criar o jogo, dividido em diferentes funções.

## Escritores
Pessoas que escrevem jogos eletrônicos fazem parte da equipe de design, durante a pré-produção, e criam o enredo principal de um jogo eletrônico, mas também podem focar no diálogo, na criação e desenvolvimento de personagens ou na construção do mundo.
Durante o processo de desenvolvimento do jogo, o design pode mudar e um escritor de jogo eletrônico também pode ser solicitado a corrigir os eventuais problemas narrativos.
A importância do enredo pode ser minimizada por alguns designers de jogos eletrônicos, por exemplo Harvey Smith da Arkane Studios afirmou que "O mundo é muito importante. Os personagens são muito importantes. O enredo? Pode ser jogado fora. Porque cada jogador vai construir sua própria história". Além disso, segundo o acadêmico e designer de jogos eletrônicos Ian Bogost, os jogos eletrônicos podem ser muito mais do que uma mídia narrativa, ao reunir, em uma estrutura não linear, elementos do cotidiano, como em What Remains of Edith Finch.
Um problema específico para o meio é que a prioridade é dada à mecânica do jogo interativo sobre a narrativa que poderia levar à dissonância ludonarrativa: uma situação em que elementos lúdicos e narrativos se opõem, como o diretor de Far Cry 2, Clint Hocking definiu o conceito em seu blog.
Além disso, como os jogos eletrônicos são mais recentes do que outras mídias, a escrita de jogos eletrônicos ainda é um campo a ser conquistado.
Não há treinamento específico para escrever jogos eletrônicos e alguns escritores de jogos eletrônicos - como Tim Schafer e Sam Barlow - também são responsáveis por outras tarefas de desenvolvimento de jogos.

## Tipos
A escrita de jogos eletrônicos difere da escrita para outras artes, devido à natureza não linear e interativa da maioria dos jogos eletrônicos e à necessidade de trabalhar em estreita colaboração com designers de jogos eletrônicos e dubladores. Existem muitos tipos diferentes de texto em jogos eletrônicos em comparação a shows ou filmes, incluindo texto escrito, idiomas estrangeiros ou inventados e, muitas vezes, informações baseadas em situações. Posteriormente, mais de um escritor será frequentemente usado para criar o jogo, dividido em diferentes funções, com cargos mais específicos que podem variar de um escritor tradicional, desenvolvendo uma visão geral da história e como ela reage ao jogador, ou criando uma tradução ou localização.

### Escrita de argumento
Um escritor de argumentos é especializado em escrever argumentos de venda de jogos eletrônicos para publicadoras. Eles criam documentos colaborativos dentro de um estúdio de jogos que geralmente contêm mockups de design ou conceitos de arte. As partes principais de um documento de argumento de venda, do primeiro ao último, são o resumo executivo, a análise do público, a história, a análise da concorrência, a análise do mercado, a jogabilidade e o orçamento e cronograma.
Com uma ênfase crescente na lucratividade do jogo, especialmente no modelo free to play, o F.T.U.E. (First Time User Experience) e as métricas de retenção também se tornaram partes importantes do documento de argumento de venda.

### Design narrativo
Designer narrativo é um papel híbrido de design e escrita de jogos eletrônicos que cria não apenas a história, mas também como ela é comunicada aos jogadores e como a mecânica de jogo funciona para reforçar essa história. O escritor da Bioware, David Gaider, descreveu o papel como "a pessoa que molda a narrativa do jogo, bem como a que escreve todas as palavras".

### Trabalho de roteiro

#### Escrita de roteiro
O roteirista foca no diálogo dito por personagens e na dublagem. O diálogo do roteiro pode ser escrito em fluxogramas para ilustrar os vários diálogos resultantes tanto da decisão quanto da indecisão. Geralmente, um roteirista está menos envolvido com a mecânica do jogo eletrônico e tem a tarefa de escrever e trabalhar com atores de voz.

#### Tratamento de roteiro
Da mesma forma que os script doctors de roteiros, os escritores de jogos eletrônicos podem ser contratados para ajudar nas tarefas relacionadas à redação. No entanto, o termo é mais vago do que em roteiros devido à grande variedade de tarefas potenciais necessárias.

## Prática da indústria
Semelhante ao roteiro, normalmente é uma profissão freelance. As funções de escrita também podem ser preenchidas por outros membros da equipe de desenvolvimento.

## Ferramentas
Tradicionalmente, os escritores de jogos usavam ferramentas simples como Word, Excel ou apenas caneta e papel. Alguns escritores de jogos também usaram ferramentas inicialmente projetadas para a indústria cinematográfica, como o Final Draft. Conforme o campo evoluiu e a agência do jogador começou a desempenhar um papel maior, surgiu a necessidade de ferramentas profissionais para escrever jogos.